# Denton (Maryland)
Denton település az Amerikai Egyesült Államok Maryland államában, Caroline megyében, melynek megyeszékhelye is. Lakosainak száma 4848 fő (2020. április 1.).

## Népesség
A település népességének változása:

| 2010 | 4 418 |
| 2020 | 4 848 |